# Gabriel Diradurian
Gabriel Diradurian (n. 28 decembrie 1947, București, România – d. 13 iulie 2015, București, România) a fost un romancier, dramaturg și memorialist român de origine armeană.
După liceul de 11 clase absolvite în 1965 în București, a fost admis la Politehnica București, Facultatea de Electrotehnică. În 1968, pe când era în anul IV, s-a retras timp de un an de la studii din cauza unei boli psihice care avea să-l urmărească toată viața și a fost trimis în producție lucrând ca muncitor bobinator la  UMEB.  În septembrie 1971, după ce a fost exmatriculat din facultate, se angajează la revista „Nor Ghiank” editată de comunitatea armeană din România, unde va lucra până în februarie 1972 când este luat pentru satisfacerea stagiul militar. 
La întoarcerea din cătănie, în iunie 1973, se reangajează ca secretar de redacție și corector la revista „Nor Ghiank”, unde va lucra până în septembrie 1977, când a primește statul român îi oferă viza pentru plecarea definitivă în SUA.
Revine în România câțiva ani mai târziu ducând o viață retrasă și, după evenimentele din 1989, reușind să publice o serie de romane, piese de teatru și volume de memorialistică bine primite de critică.
Se va stinge în singurătate, la data de 13 iulie 2015, după o lungă luptă cu boala.

## Volume publicate
- „Cabotinul” (roman), Editura Arro House, Los Angeles, 1979.
- „Scurte povestiri”, Editura Arro House, Los Angeles, 1980.
- „O întâlnire” (roman), Editura Arro House, Los Angeles, 1986.
- „From a Scoundrel’s Notes” (roman), Editura Arro House, Los Angeles, 1990
- „Scurte povestiri” (reeditare), Editura Adelcor, București, 1992.
- „Cabotinul” (reeditare), Editura Editis, București, 1995.
- „Cântecul lebedei” (proze scurte), Editura Ararat,     București, 1996
- „Adevărata față a zeului Ares” (roman), Editura Aldin, București, 1997.
- „O intâlnire” (roman–reeditare), Editura Ararat, București, 1998.
- „Misiunea” (roman), Editura Eminescu, București, 1998.
- „Sceleratul” (roman), Editura Ararat, București, 2000.
- „Teatru”, Editura Ararat, București, 2002.
- „Un om cu demnitate” (proze scurte), Editura Ararat, București, 2003.
- „Teatru si proze”, Editura Ararat, București, 2005.
- „Misiunea” (reeditare), Editura Ararat, București, 2005.
- „Memorialistică vol. I”, Editura Ararat, București,2005
- „Memorialistică vol. II”, Editura Ararat, București, 2011.
- „Povestiri cu armeni–români și americani”, Editura Ararat, București, 2012.
- „Din adnotările unui scelerat” , Editura Tracus Arte, București,  2013.